# Argas giganteus
Argas giganteus är en fästingart som beskrevs av Glen M. Kohls och Clifford 1968. Argas giganteus ingår i släktet Argas och familjen mjuka fästingar. Inga underarter finns listade i Catalogue of Life.